# 鳥飼村 (兵庫県)
鳥飼村（とりかいむら）は、兵庫県津名郡にあった村。現在の洲本市五色町鳥飼各町にあたる。

## 地理
- 海洋：播磨灘
- 岬：仏崎
- 河川：鳥飼川、奥所川

## 歴史
- 1889年（明治22年）4月1日 - 町村制の施行により、鳥飼村・鳥飼浦の区域をもって発足。
- 1956年（昭和31年）9月30日 - 津名郡都志町・鮎原村・広石村・三原郡堺村と合併して津名郡五色町が発足。同日鳥飼村廃止。